# Období tří říší

Územní vývoj Číny v období tří království

Období tří království nebo tří říší čínsky v českém přepisu San-kuo, pchin-jinem Sānguó, znaky zjednodušené 三国, tradiční 三國 je epocha čínských dějin mezi roky 220 a 280. Čína v té době byla rozdělena mezi soupeřící státy Cchao Wej (nebo jen Říše Wej, hlavní město Luo-jang) na severu, Šu-chan (nebo jen Šu, hlavní město Čcheng-tu) v S’-čchuanu a Východní Wu (nebo jen Wu, hlavní město Ťien-kchang, jehož ruiny leží na území Nankingu) na jihu. Období následovalo po rozpadu celočínské říše Chan, skončilo s opětovným sjednocením země říší Ťin.
Období tří říší bylo připraveno oslabením centrální moci během dynastie Východní Chan. Rostla moc velmožů, dvořanů a sekt. Sekta Cesta velkého klidu v roce 184 vyvolala povstání žlutých turbanů, jež zemi dále destabilizovalo a způsobilo, že ústřední vláda fakticky ztratila moc ve prospěch velmožů vybavených soukromými armádami. Kolem roku 208 generál Cchao Cchao sjednotil severní část země, nedokázal se však prosadit na jihu proti dalším dvěma velmožům Liu Peiovi a Sun Čchűanovi, kteří se spojili proti němu. Každý z nich se tak stal zakladatelem jednoho ze tří států. Cchaoúv syn Cchao Pchi roku 220 formálně sesadil posledního císaře předchozí dynastie, prohlásil se sám prvním císařem dynastie Wej, a oba zbývající politické celky v reakci na to vyhlásily svou nezávislost, čímž započalo vlastní období tří říší. Roku 265 byla dynastie Wej odstavena od moci dynastií Ťin. Ta vzešla z rodiny S’-ma, jedné ze vznešených rodin na dvoře předešlé dynastie Cchao Wej. Roku 265 S’-ma Jen, tehdejší hlava rodu S’-ma, odstranil wejského císaře a sám nastoupil na trůn jako císař Wu Ti. O patnáct let později dobyl říši Východní Wu, a znovu tak sjednotil Čínu. Toto sjednocení však nemělo dlouhého trvání.
Hlavní historický pramen o období tří království jsou Zápisky o Třech říších dvorského historika Čchen Šoua, žijícího ve 3. století. Nejpopulárnější zpracování je však mnohem pozdější román Příběhy Tří říší, který napsal Luo Kuan-čung ve 14. století.

## Historie
Tradičně je období Tří říší vymezeno rokem 220, kdy oficiálně vznikl stát Wej, a rokem 280, kdy stát Ťin dobyl Wu. S obdobím Tří říší souvisí závěrečná etapa existence říše Chan v letech 184–220, poznamenaná chaotickými boji mezi již fakticky samostatnými vojevůdci ovládajícími různé oblasti chanské Číny. Hlavní část období v letech 220–263 byla charakteristická relativně stabilním uspořádáním mezi třemi soupeřícími státy Wej, Šu a Wu. V pozdějších letech se prosazovala tendence ke znovusjednocení Číny, když roku 263 stát Wej dobyl Šu, roku 265 rod S’-ma v říši Wej svrhl dynastii Cchao a vyhlásil říši Ťin a roku 280 Ťinové dobyli Wu.
Doba rozpadu říše Chan a Tři říší byla jednou z netěžších v čínské historii. Celostátní sčítání lidu provedené roku 280, po sjednocení tří říší pod vládou Ťinů, přineslo výsledek celkem 2 459 840 domácností a 16 163 863 jednotlivců, což bylo jen zlomkem z 10 677 960 domácností a 56 486 856 jednotlivců nahlášených v říši Chan před rozpadem státu. Třebaže sčítání v čínských státech nezahrnovala veškeré obyvatelstvo, ťinská vláda se v cenzu roku 280 snažila důsledně zaregistrovat všechny jednotlivce v celé zemi.
Během tohoto období významně pokročila technologie. Ču-ke Liang, stojící v čele vlády Šu, vynalezl dřevěného vola, to jest ranou formu kolečka, a zavedl opakovací kuše. Wejský technik Ma Ťün je považován za rovného svému slavnému předchůdci Čang Chengovi. Sestavill mechanické loutkové divadlo na vodní pohon určené pro císaře Ming-tiho, čerpadla zavlažující zahrady v Luo-jangu, a důmyslně sestrojený „vůz ukazující jih“, na němž ukazatel mířil stále stejným směrem bez ohledu na pohyb vozu.

## Hodnocení
Ačkoli relativně krátké, bylo toto historické období výrazně romantizované nejen v kultuře Číny, ale i Japonska, Koreje a Vietnamu. Je oslavované a propagované v operách, lidových příbězích, románech a odnedávna i filmech, televizi a videohrách. Nejznámější z literárních děl věnujících se období Tří říší nich je Luo Kuan-čungův historický román Příběhy Tří říší z mingské doby. Autoritativním historickým záznamem éry jsou Zápisky o Třech říších Čchen Šoua, žijícího ve 3. století, s komentáři Pchej Sung-č’a z 5. století.
K odlišení od předešlých a pozdějších stejnojmenných čínských států historikové třem státům období tradičně přidávají upřesňovací přívlastky, tak říše Wej je podle vládnoucího rodu označována jako Cchao Wej (曹魏), Šu se prohlašovalo za nástupce říše Chan a je proto jmenováno jako Šu Chan (蜀漢), Wu je známo jako Východní Wu (東吳).